# جامع الواد (تروال)
جامع الواد هي إحدى مشيخات المملكة المغربية، تتبع جغرافيا لإقليم وزان وإداريًا لتروال. يقدر عدد سكانها بـ 2734 نسمة حسب الإحصاء الرسمي للسكان والسكنى لسنة 2004.